# Sauer M38 H

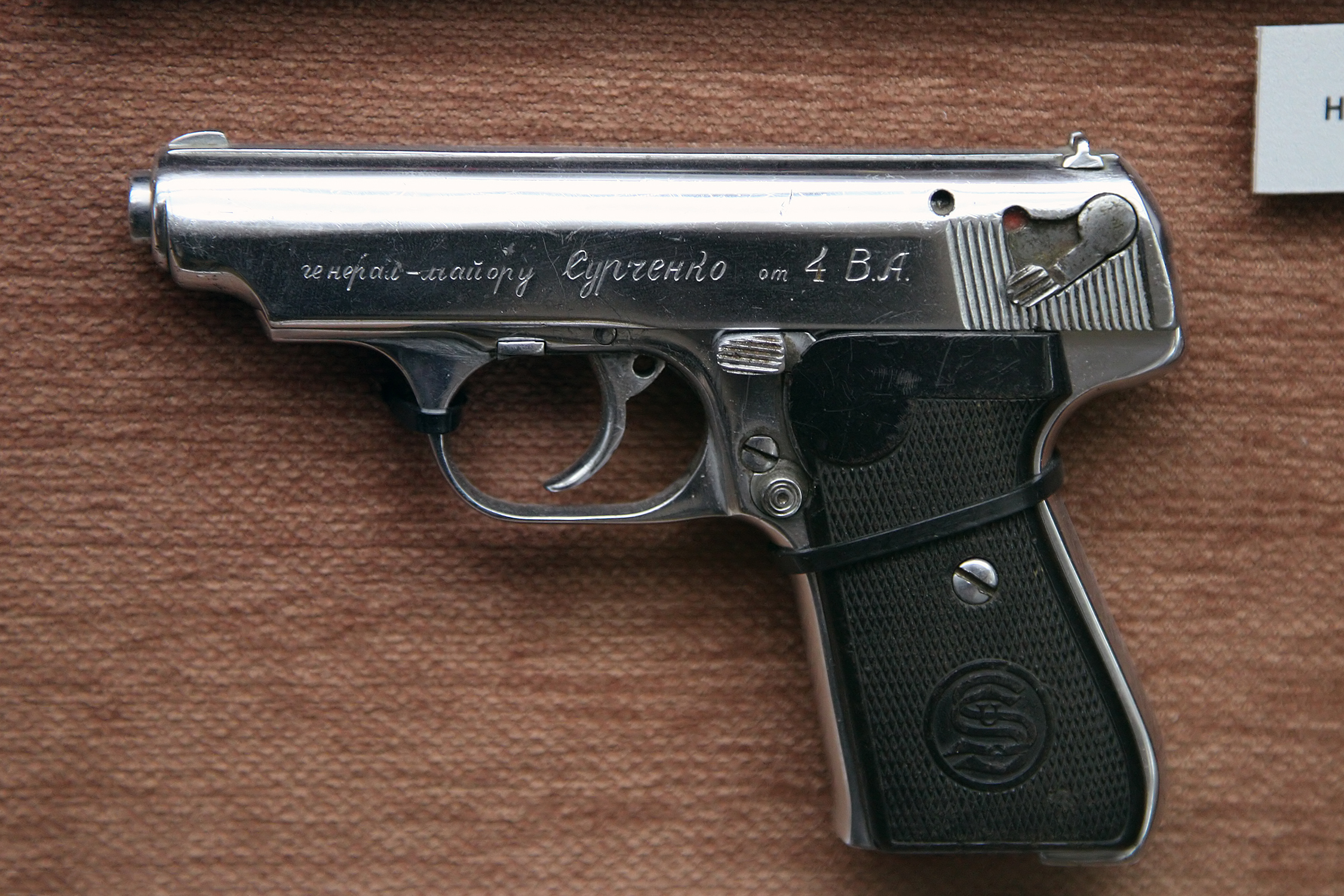
Pistolet Sauer M38 H (deuxième version) au Musée de la grande guerre patriotique de Smolensk.

Le Sauer & Sohn M38 H est un pistolet destiné à la défense et la police. Il fut utilisé par la Wehrmacht en 1939-1945.

## L’arme
Elle fonctionne en double action et en simple action avec un chien interne (Le "H" dans la désignation du modèle est pour "Hahn" qui est le nom allemand du chien d'une arme à feu). Le chien peut être désarmé grâce au levier situé côté gauche juste en arrière de la queue de détente ; mais, particularité rarissime (qui ne sera reprise que par le pistolet Heckler & Koch P9), il peut également être armé avec ce même levier. L'arme est équipée d'une sécurité de chargeur et d'une sécurité manuelle qui peut être engagée que le chien soit armé ou pas. Les armes produites tardivement ont vu cette sécurité disparaître pour des raisons de coût. On pouvait donc transporter l'arme avec une cartouche chambrée et l'utiliser : 
- soit en ayant laissé le chien armé et en tirant en simple action après avoir dégagé la sécurité ;
- soit en armant le chien manuellement après avoir dégagé la sécurité et en tirant en simple action ;
- soit en dégageant la sécurité et en tirant en double action ;
- soit encore en double action sans avoir engagé la sécurité pendant le port, la double action étant assez lourde pour éviter tout départ négligent ou accidentel.

Ce pistolet est muni d'un indicateur de cartouche chambrée situé à l'arrière de la culasse. Il est saillant lorsqu'une cartouche est engagée, et on le sent immédiatement sous le pouce.
Cette arme ne dispose pas de sûreté de percuteur.
Les instruments de visée sont fixes. Entre de bonnes mains, l'arme groupe très bien à 25 mètres malgré son canon de 86 mm. Les plaquettes de crosse sont en plastique (bakélite) et assez fragiles. Elle n'a été produite qu'en calibre 7,65 mm Browning (.32 ACP.)
Ce pistolet fut produit à un peu moins de 250 000 exemplaires de 1938 à 1945. 

## Données numériques
- Munition : 7,65 Browning
- Masse de l'arme vide : 715 g
- Longueur totale : 161 mm
- Canon : 86 mm
- Chargeur : 8 cartouches